# Unrest
Unrest (conocida en Hispanoamérica como Sin descanso y en España como Los que no descansan) es una película estadounidense de horror independiente. Se presentó en el After Dark Horrorfest como una de las 8 películas para morir durante la temporada de otoño de 2006.
En 2006 en el International Horror and Sci-Fi Film Festival fue premiada como Mejor Película de Terror y la actriz principal, Corri English, ganó como Mejor Actriz.

## Argumento
La película gira en torno a un cadáver que parece traer la desgracia a los que entran en contacto con él.
Aunque hay muy poca manifestación corporal de los fantasmas, la gente parece morir cuando enfurecen al espíritu que está relacionado con un cadáver especial. La historia tiene lugar principalmente dentro de un hospital, donde una joven estudiante de medicina, Alison Blanchard, trata de aprender anatomía. Al observar el cadáver que le fue asignado, ella descubre que el cuerpo tenía heridas autoinfligidas y también tenía un hijo. Ella pronto descubre que hay algo mal con el cadáver, al que han apodado "Norma". Misteriosas muertes ocurren en el hospital, lo que incluye la novia de uno de los miembros del equipo de Allison y varios empleados del hospital.
Se revela que el cadáver es una persona llamada Alita Covas, que una vez dirigió una expedición arqueológica en un sitio sacrificial azteca. Allí se descubrieron 50.000 cuerpos que se ofrecieron a Tlazolteotl, el dios azteca de la fertilidad y la prostitución. Después, ella se convirtió en una prostituta, y comenzó a mostrar síntomas de desequilibrio mental. Más tarde en su vida, ella cometió asesinatos y fue puesto posteriormente en un manicomio, donde murió - presumiblemente por su propia mano.
Una vez que Alison se entera de la verdadera naturaleza del cadáver, decide que el cadáver debe regresar a Brasil para satisfacer al dios azteca. Después de una serie de acontecimientos terribles, Alison y su compañero toman el cuerpo ahora desmembrado de Alita y la queman en el hospital. Al final, Alison y él se dirigen a Brasil para esparcir las cenizas en un intento de poner el espíritu en reposo, sin embargo,  en la escena final parece que el espíritu permanece en el hospital.

## Reparto
- Corri English – Alison Blanchard
- Marisa Petroro– Alita Covas
- Ben Livingston – Ivan Verbukh
- Abner Genece – Malcolm Little
- Derrick O'Connor – Dr. Walter Blackwell
- Scot Davis – Brian Cross
- Joshua Alba – Carlos Aclar
- Jay Jablonski – Rick O'Connor
- Reb Fleming – Dr. Carolyn Saltz
- Anna Johnson – Jennifer
- J.C. Cunningham – Medical Records
- Terence Goodman – Officer
- Rhett Willman – Security

## Producción
La película se rodó en un depósito de cadáveres reales, donde el elenco tuvo algunos sueños inquietantes. El tráiler afirma que se utilizaron cuerpos reales. Sin embargo, esta no es la primera película que utiliza cuerpos reales. En la película Poltergeist 1982, en la escena donde la madre cae en la piscina y los esqueletos la atacan, los esqueletos utilizados eran reales, y fueron enterrados en el lugar de la serie. Asimismo, en la película de Hong Kong en 1987 Men Behind the Sun, el cuerpo de un niño real se utilizó para una escena de la autopsia.
- Datos: Q7897390